# Ранвијеова сужења
Ранвијеовa сужења су празнине у мијелинском омотачу, јављају се дуж мијелинизованог аксона где је аксолема изложена ванћелијском простору. Ранвијеова сужења су неизолована и високо обогаћена јонским каналима, што им омогућава да учествују у размени јона потребних за регенерацију акционог потенцијала. Нервна проводљивост у мијелинизованим аксонима назива се салтациона проводљивост (од латинског saltare „скакати“) због начина на који се чини да акциони потенцијал „скаче“ са једног чвора на други дуж аксона. То доводи до бржег провођења акционог потенцијала.
Многи аксони кичмењака су окружени мијелинским омотачем, омогућавајући брзо и ефикасно слано („скакање“) пропагацију акционих потенцијала. Контакти између неурона и глијалних ћелија показују веома висок ниво просторне и временске организације у мијелинизованим влакнима. Мијелинизујуће глијалне ћелије - олигодендроцити у централном нервном систему (ЦНС) и Шванове ћелије у периферном нервном систему (ПНС) - омотане су око аксона, остављајући аксолему релативно непокривеном на правилно распоређеним Ранвијеовим сужењима.
Интернодалне глијалне мембране су спојене да формирају компактни мијелин, док су паранодалне петље мијелинизирајућих ћелија испуњене цитоплазмом спирално омотане око аксона са обе стране чворова. Ова организација захтева строгу контролу развоја и формирање разних специјализованих зона контакта између различитих области мијелинизирајуће ћелијске мембране. Сваки Ранвиеров чвор је окружен паранодалним регионима где су хеликоидно умотане глијалне петље причвршћене за аксоналну мембрану спојем налик септатима.
Сегмент између Ранвијеових чворова назива се интернодус, а његов најудаљенији део који је у контакту са паранодусима назива се јукстапаранодални регион. Чворови су инкапсулирани микровилима који потичу са спољашњег аспекта Шванове ћелијске мембране у ПНС-у, или перинодалним продужецима из астроцита у ЦНС-у.